# Slavica Stojčinović
Slavica Stojčinović (Sarajevo, 24 giugno 1953) è un'ex cestista jugoslava.

## Carriera
Con la Jugoslavia ha disputato i Campionati europei del 1976.